# Kurowice (gromada w powiecie sokołowskim)
Kurowice (od 31 XII 1959 Zembrów) – dawna gromada, czyli najmniejsza jednostka podziału terytorialnego Polskiej Rzeczypospolitej Ludowej w latach 1954–1972.
Gromady, z gromadzkimi radami narodowymi (GRN) jako organami władzy najniższego stopnia na wsi, funkcjonowały od reformy reorganizującej administrację wiejską przeprowadzonej jesienią 1954 do momentu ich zniesienia z dniem 1 stycznia 1973, tym samym wypierając organizację gminną w latach 1954–1972.
Gromadę Kurowice z siedzibą GRN w Kurowicach utworzono – jako jedną z 8759 gromad na terenie Polski – w powiecie sokołowskim w woj. warszawskim, na mocy uchwały nr VI/10/21/54 WRN w Warszawie z dnia 5 października 1954. W skład jednostki weszły obszary dotychczasowych gromad Hołowienki kolonia, Kurowice i Kurowice kolonia ze zniesionej gminy Sabnie oraz obszary dotychczasowych gromad Paderewek, Szwejki i Zembrów ze zniesionej gminy Sterdyń w tymże powiecie. Dla gromady ustalono 20 członków gromadzkiej rady narodowej.
31 grudnia 1959 gromadę Kurowice zniesiono przenosząc siedzibę GRN z Kurowic do Zembrowa i zmieniając nazwę jednostki na gromada Zembrów.